# Xenillus athesis
Xenillus athesis är en kvalsterart som beskrevs av Schatz 2003. Xenillus athesis ingår i släktet Xenillus och familjen Xenillidae. Inga underarter finns listade i Catalogue of Life.